# Thamel

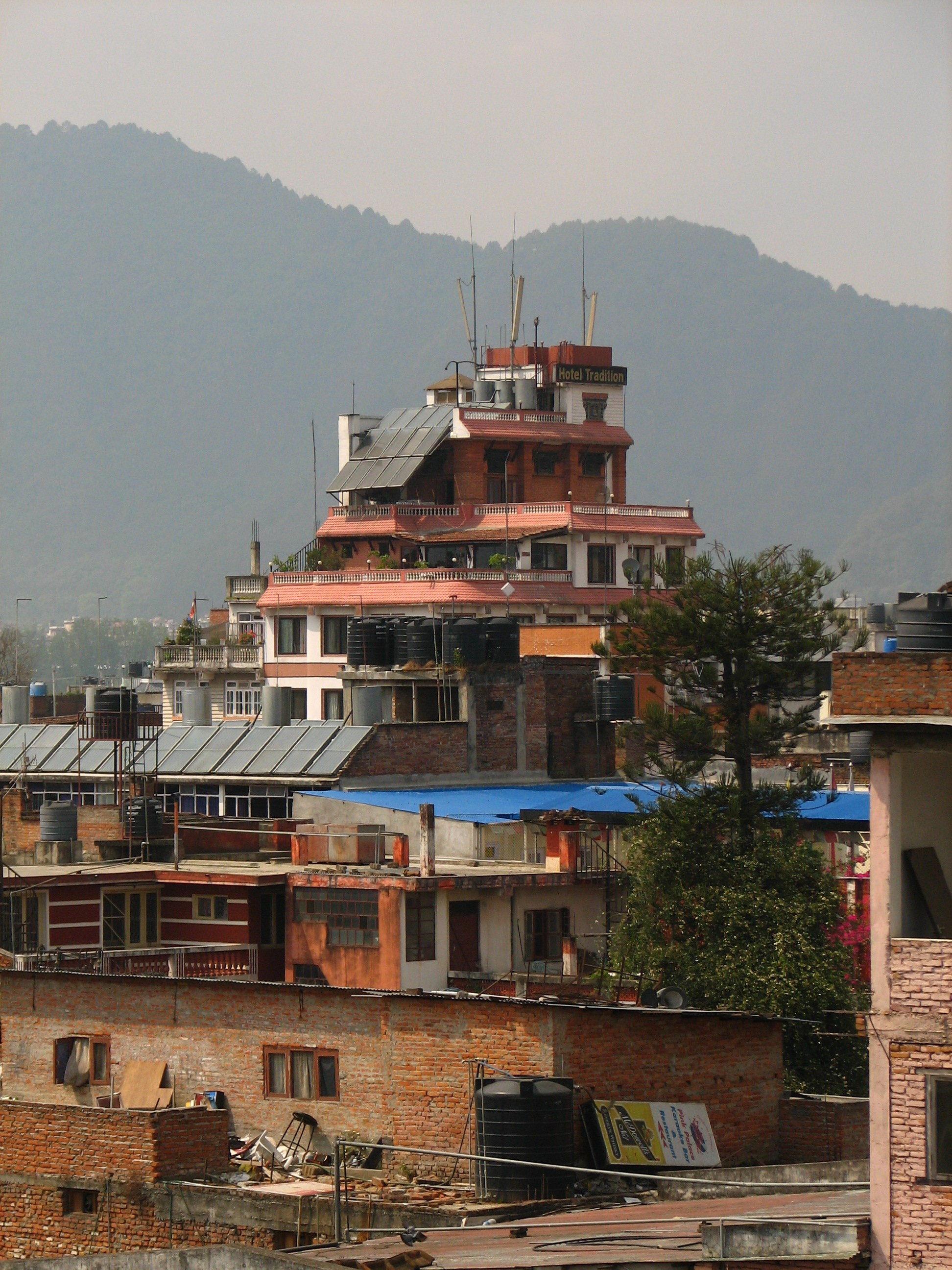
Azoteas de Thamel

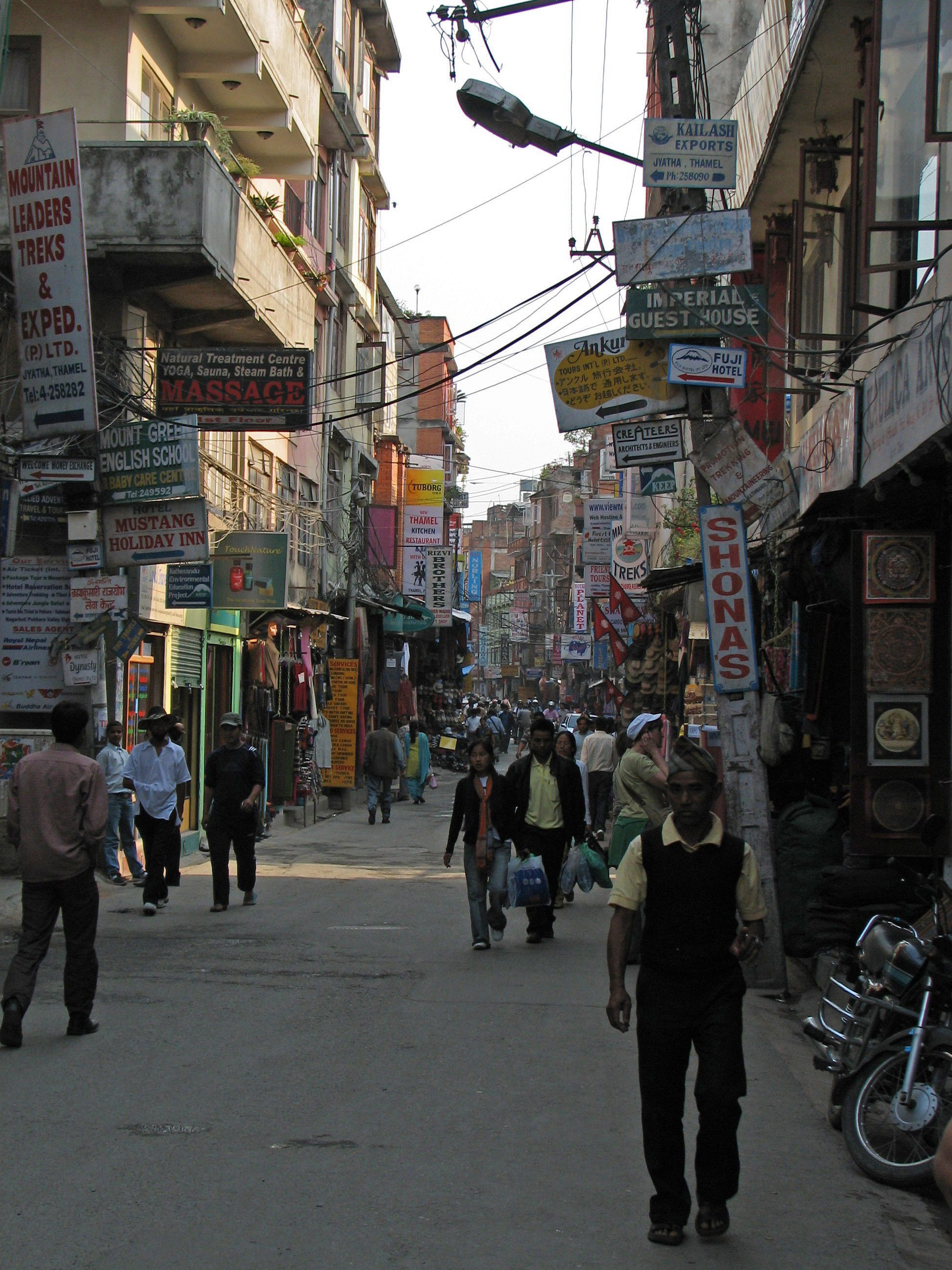
Calles de Thamel

Thamel es un barrio comercial de Katmandú, capital de Nepal. Ha sido el centro de la industria del turismo en Katmandú durante más de cuatro décadas, desde los tiempos de los hippies, cuando muchos artistas llegaron a Nepal y pasaron semanas en Thamel. A pesar de que algunos se han referido a Thamel como un "ghetto", muchos viajeros de bajo presupuesto consideran que es un buen punto de acceso para conocer Nepal.
Thamel se caracteriza por sus estrechas callejuelas repletas de tiendas y vendedores. Los artículos más vendidos son todo tipo de comida, como verduras frescas, frutas, pero también pasteles, artículos de senderismo, música, DVD, artesanías, suvenires, ropa de lana, etc. 
Hay muchos restaurantes en Thamel que sirven cocina tradicional y continental, si bien los precios tienden a ser significativamente más altos que en las zonas no turísticas. Thamel también actúa como el campamento pre-base para los montañistas. Cuenta con una amplia gama de tiendas de engranajes de montañismo, oficinas de cambio de dinero extranjero, tiendas de telefonía móvil, pubs, clubes y vida nocturna junto con los numerosos agentes de viajes y casas de huéspedes.
El miércoles 28 de septiembre de 2011, Thamel fue declarada zona Wi-fi completa. Es la primera zona de conexión Wi-fi de Nepal.